# Just-Émile Vernet
Just-Émile Vernet (ur. 16 czerwca 1894, zm. 1992) – francuski kierowca wyścigowy.

## Kariera
W wyścigach samochodowych Vernet startował głównie w wyścigach zaliczanych do klasyfikacji Mistrzostw Świata Samochodów Sportowych. W latach 1931-1939, 1949-1954 Francuz pojawiał się w stawce 24-godzinnego wyścigu Le Mans. W pierwszym sezonie startów odniósł zwycięstwo w klasie 1.1, a w klasyfikacji generalnej był szósty. Trzy lata później powtórzył ten sukces w klasie piątej. Łącznie w 24-godzinnym wyścigu Le Mans zwyciężał trzykrotnie. Na drugim stopniu podium stanął raz (1939 - rok w klasie 1.5), a na trzecim stopniu podium trzykrotnie.